# Jambia
Der Jambia, auch Jambiya, (arabisch جمبية Dschambiya, DMG ǧambiya oder Dschanbiya / جنبية / ǧanbiya, Swahili jambia) ist ein Krummdolch, der auf der Arabischen Halbinsel und an der ostafrikanischen Küste von arabischen Männern als kulturelles Symbol und Schmuckgegenstand am Gürtel getragen wird. Im Jemen gehört der Jambia noch heute zur traditionellen Bekleidung des Mannes. Er entspricht in seiner Bedeutung dem Handschar von Oman.

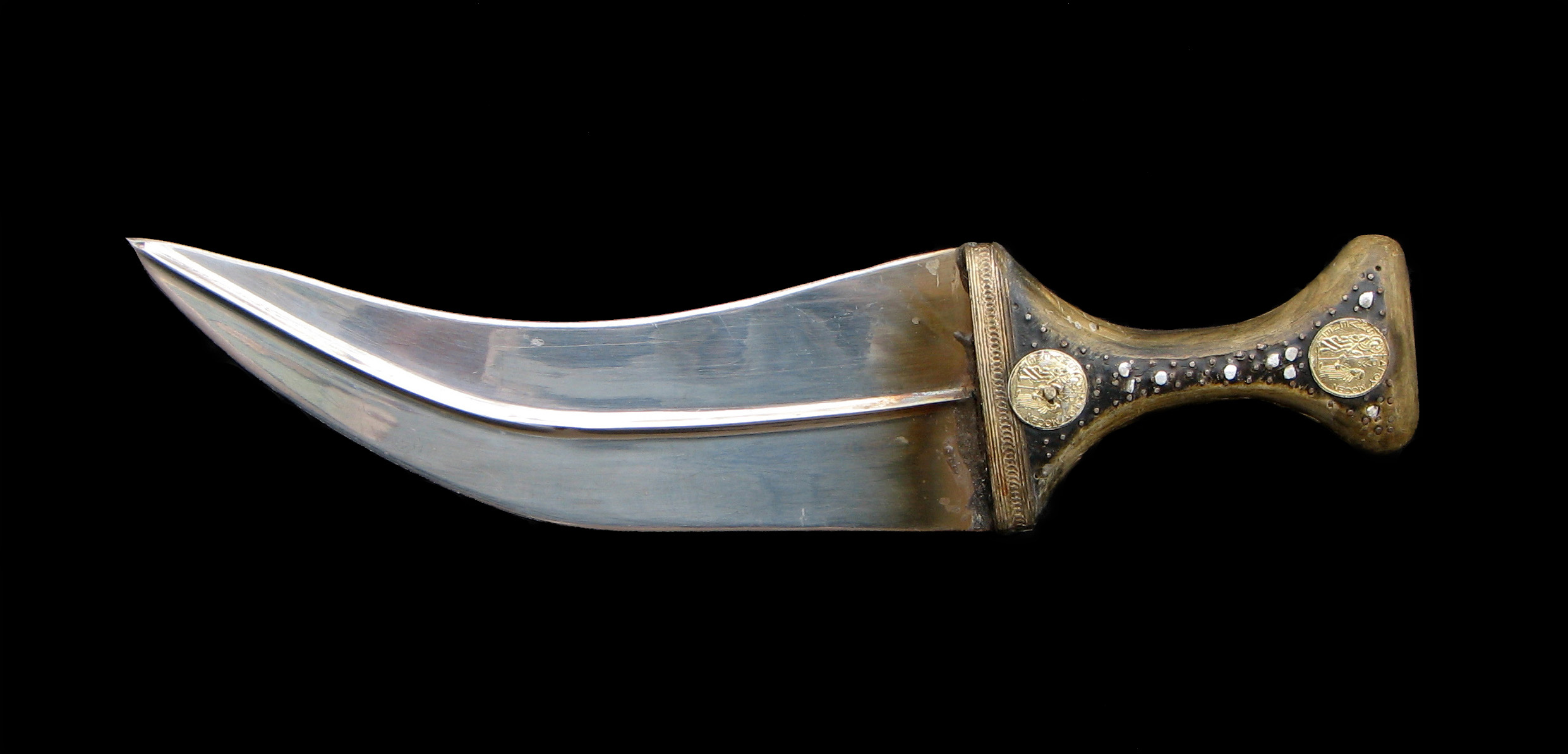
Jambia

## Beschreibung

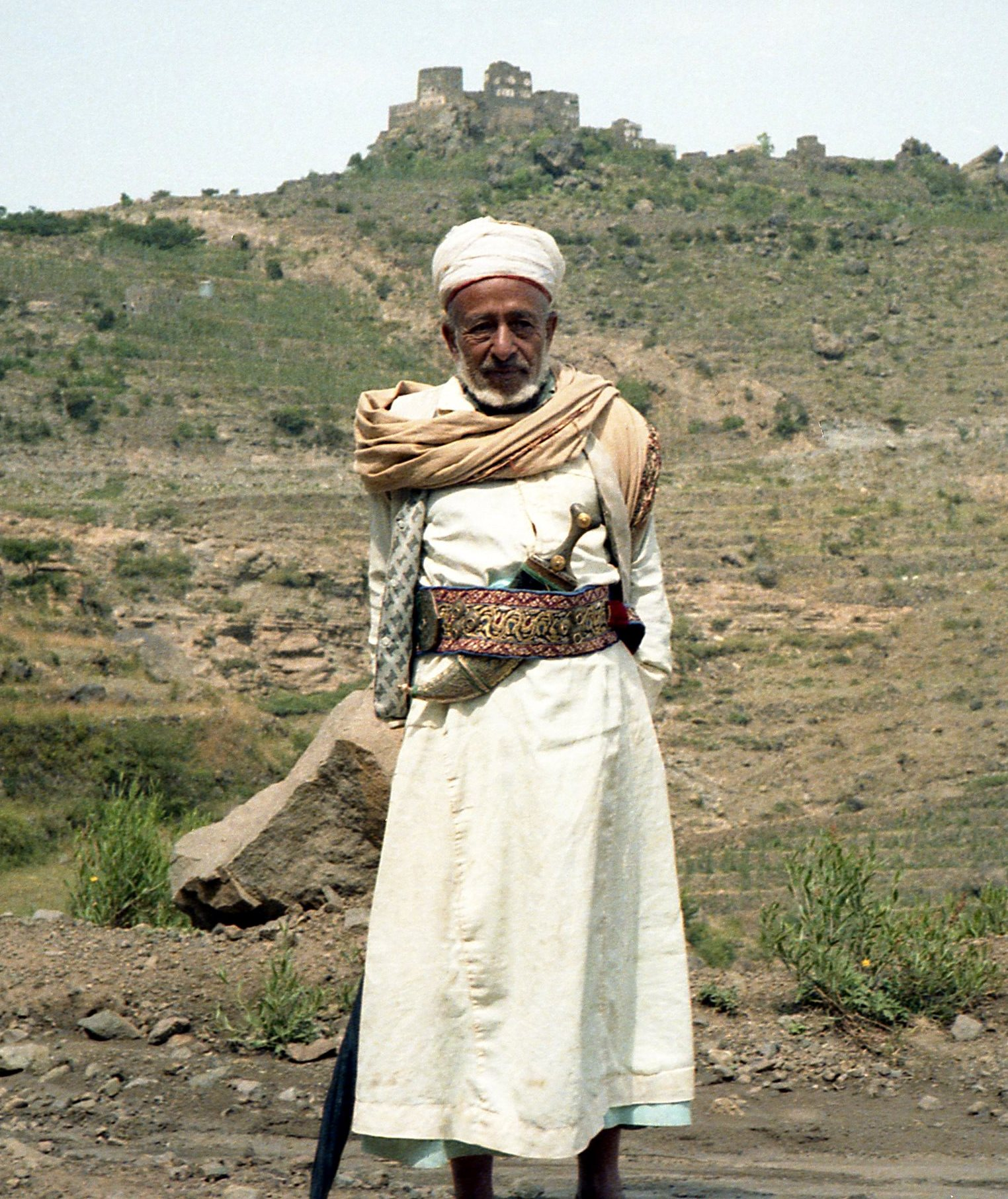
Jemenite mit Jambia bei Manacha

Die Klinge ist breit, zweischneidig und schwer. Sie wird vom Heft zum Ort schmaler und ist am Ortbereich leicht gebogen. Sie hat meist einen starken Mittelgrat. Manche Versionen, die aus bestimmten Herstellungsgebieten kommen, haben keinen Mittelgrat, sondern eine flache Klinge. 
Unterschieden werden zwei Grundtypen von Krummdolchen: der indische und der arabische. Eine Besonderheit bei den Jambias ist der Schliff der Klinge. In der Vergrößerung kann man feststellen, dass die Schneide umlaufend mit einer Sägezahnung versehen ist. Das Heft besteht aus Holz, Horn, Elfenbein oder Metall und Metallgeflecht und hat kein Parier. Das Heft und der Knauf sind meist aus einem Stück gearbeitet und mit großen Nieten ausgestattet, die zur Verzierung dienen. Der Griff, der häufig mit Münzen verziert ist, besteht bei wertvollen Ausführungen aus dem Horn der Giraffe oder gar des Nashorns. Die Kostbarkeit der Ausführung dient den Trägern als Statussymbol. Ein Jambia ist dennoch gleichzeitig ein effizientes Kampfmesser geblieben. Den Jambia gibt es in verschiedenen Versionen, unterschieden nach Länge, Breite, Dekoration und Klingenform. Seine Tradition geht zurück auf die vorislamische Zeit. Ein anderes Messer aus dieser Region ist das Shafra.